# Bernina Express

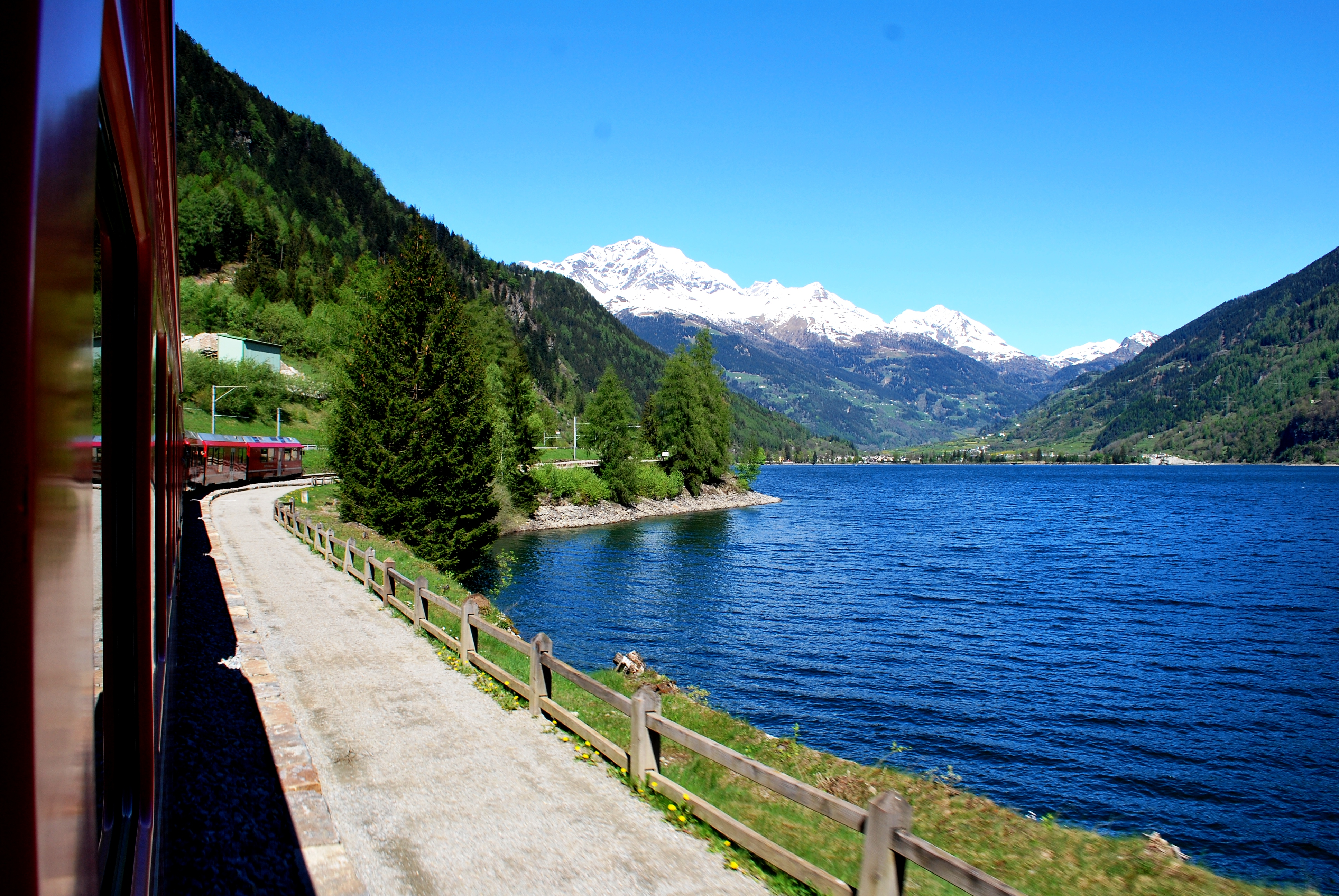
Poco dopo Miralago (da Tirano verso St Moritz)

Il Bernina Express è un treno diretto (fino al 2012; a partire dall'orario 2013 è classificato come BEX) della compagnia ferroviaria svizzera Ferrovia Retica che copre la tratta tra Tirano, Sankt Moritz e Coira. Questo treno, importante dal punto di vista turistico, percorre un itinerario di notevole interesse paesaggistico, reso più apprezzabile dalle speciali carrozze panoramiche di cui è dotato; il percorso comprende le ferrovie dell'Albula e del Bernina che sono state incluse, nel 2008, nell'elenco dei Patrimoni dell'umanità stilato dall'UNESCO.

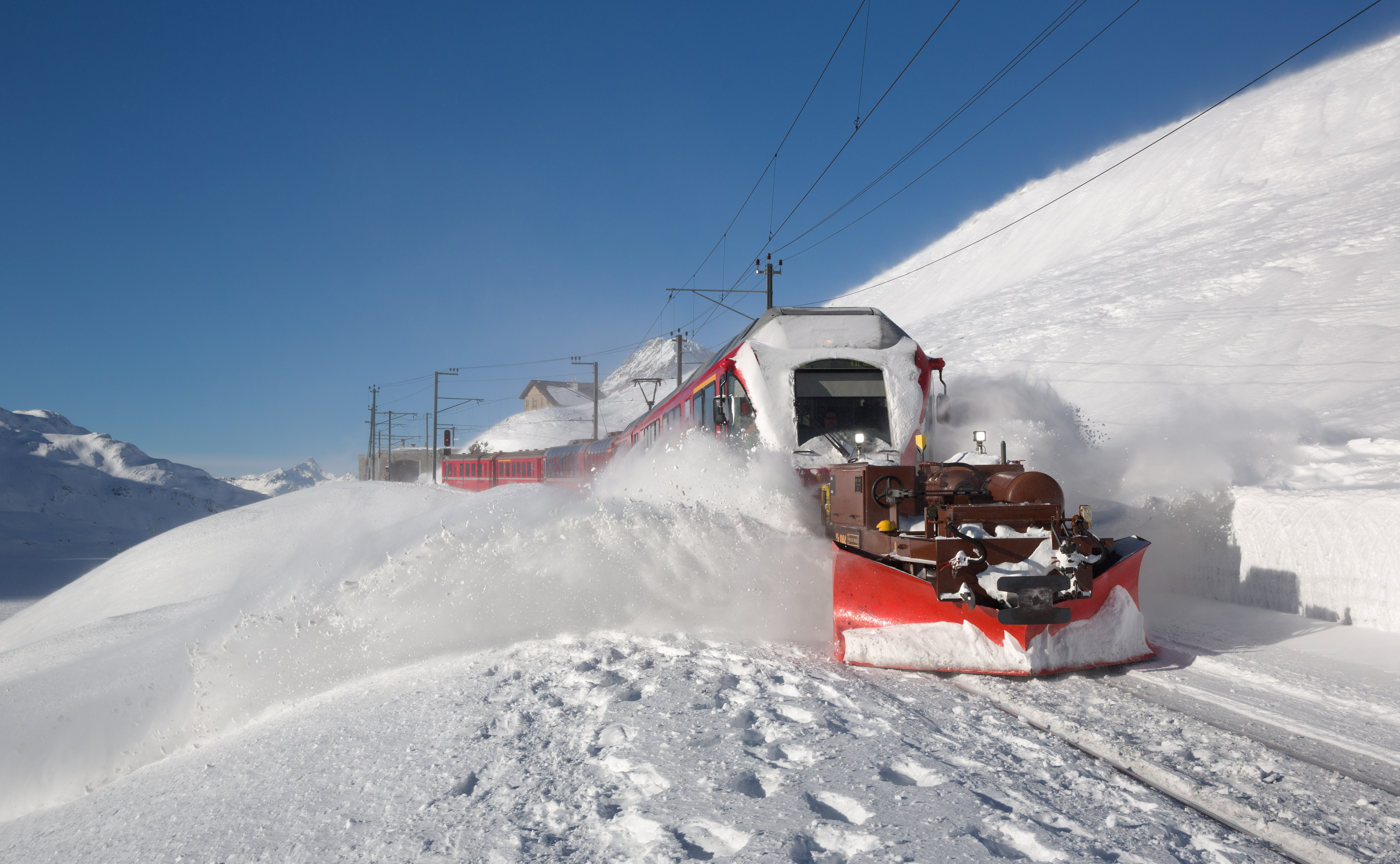
l Bernina Express da Tirano della Ferrovia Retica. È trainato da una motrice ABe 8/12 "Allegra", con uno spazzanevi Xk 9144 montato avanti per rimuovere la neve accumulata sui binari.

## Itinerario

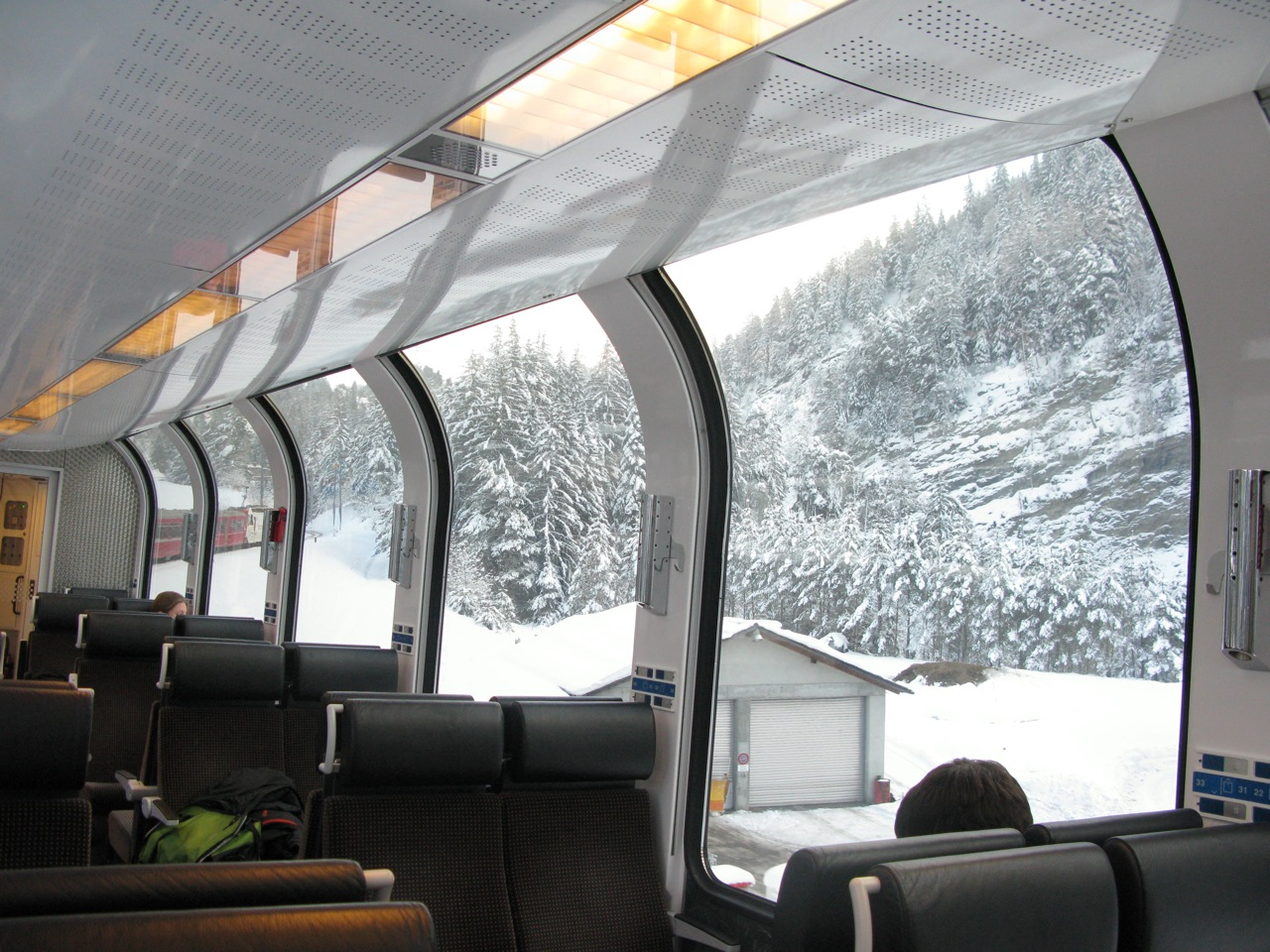
Interno di una carrozza panoramica

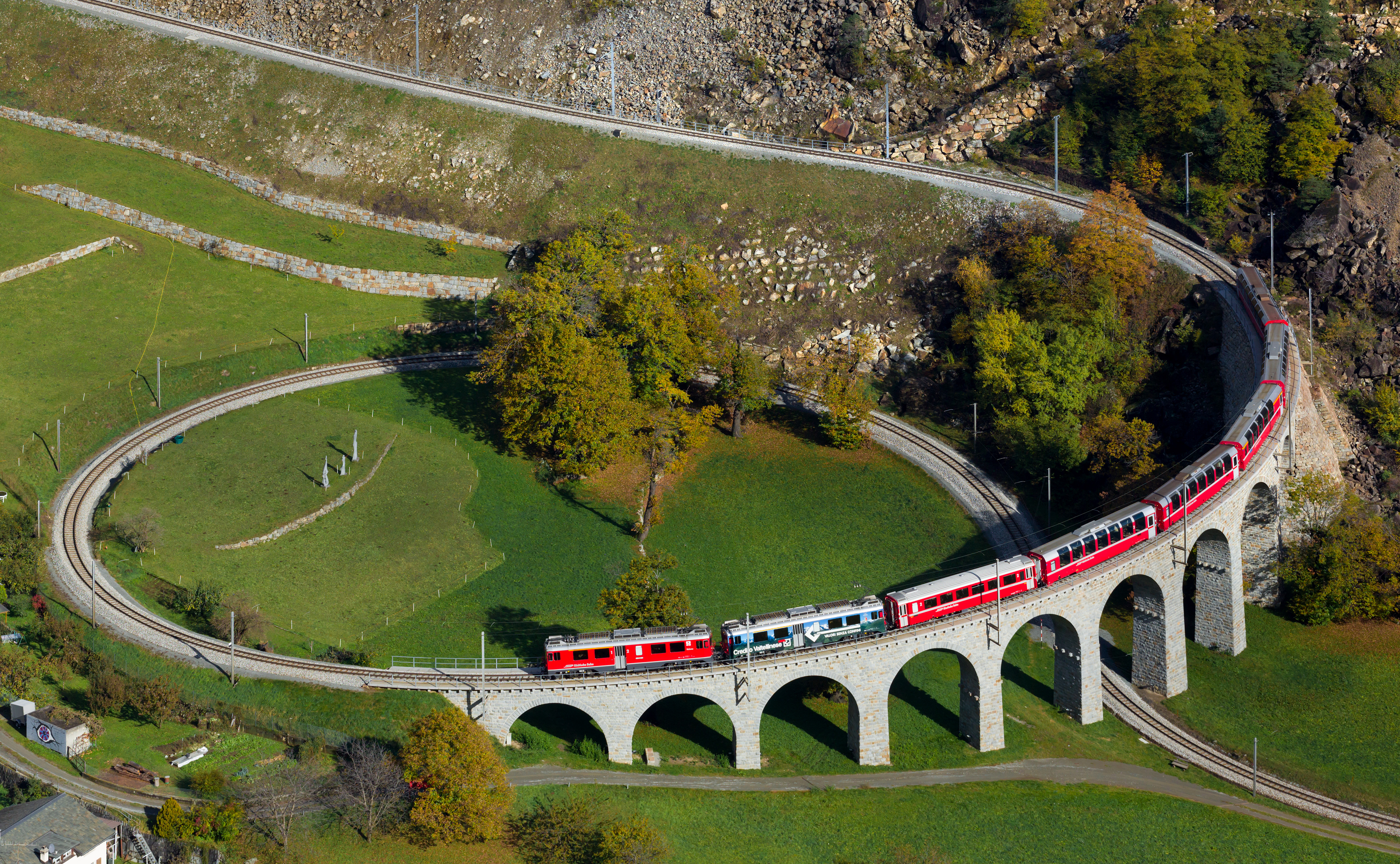
Viadotto elicoidale di Brusio

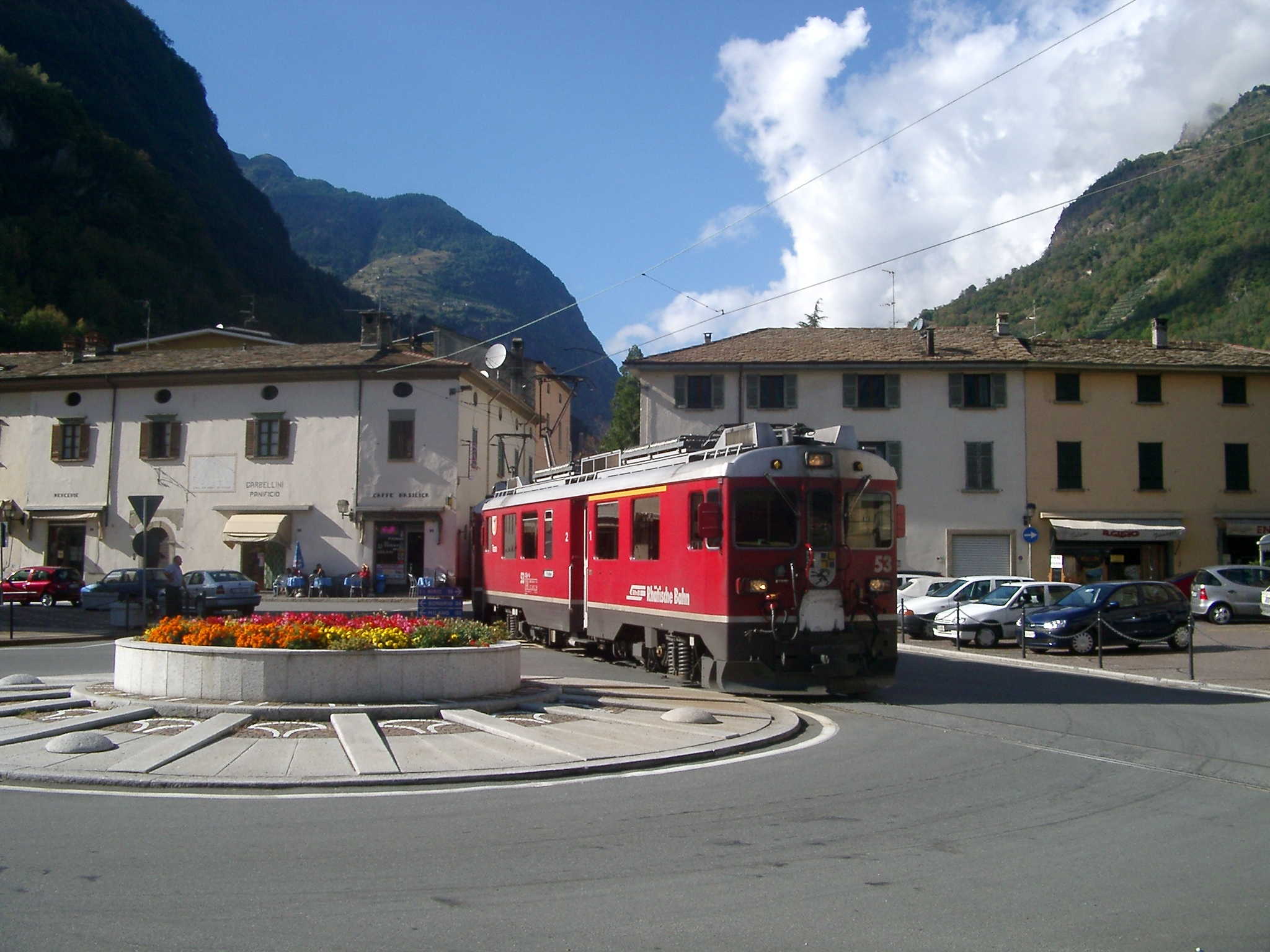
Un treno della Ferrovia Retica in piazza Basilica, a Tirano

Il Bernina Express percorre, in poco più di quattro ore, una tratta ferroviaria di 145 km complessivi con un dislivello totale di 1.824 m e pendenze fino al 70 per mille. Tutto il percorso viene effettuato ad aderenza naturale senza l'uso di alcun sistema a cremagliera. La massima altitudine raggiunta è 2.253 m s.l.m. in corrispondenza del passo del Bernina, la minima è di 429 m s.l.m. a Tirano.
La linea ferroviaria attraversa il Cantone dei Grigioni: passa per Coira, l'Engadina, affianca il corso del fiume Albula, valica il passo del Bernina e percorre la Valposchiavo e la Val di Pila fino a Brusio e Tirano. A partire dal 28 maggio 2000, la panoramicità del percorso è stata esaltata con l'entrata in servizio di 10 carrozze panoramiche, di cui 3 sono di 1ª classe e 7 di 2ª classe con cassa in lega leggera, aria condizionata e WC chimico, costruite dalla Stadler Altenrhein, su disegno Pininfarina, capaci di 34 posti nella classe superiore e 44 nella seconda.
Il percorso del Bernina Express è di particolare interesse anche dal punto di vista ingegneristico e architettonico comprendendo complessivamente 55 tunnel e gallerie coperte, 196 viadotti e ponti, tratti a pendenza elevata che coprono ampi dislivelli. Tra le opere degne di nota: il viadotto Landwasser, le gallerie a spirale Bergün-Preda, il tunnel dell'Albula e il viadotto elicoidale che copre il dislivello di 30 metri tra Brusio e Campocologno.
La costruzione della linea Tirano-Coira venne completata nel 1910 con l'inizio del servizio nel 1913, anche se il tratto Tirano-Sankt Moritz era stato già inaugurato il 1º luglio 1908. Il treno percorre 2,5 km in territorio italiano fino alla stazione di Campocologno, mentre il restante percorso è in territorio svizzero. Per tale motivo, prima dell'entrata in vigore in Svizzera degli Accordi di Schengen, chi partiva da Tirano doveva espletare le formalità doganali all'imbarco.

## Orari
Il Bernina Express si inserisce tra i normali "trenini rossi" regionali che si alternano con cadenza oraria nelle giornate estive. Gli orari di servizio variano nel periodo estivo (da maggio a ottobre) e invernale (da ottobre a maggio) con tre corse giornaliere sulla tratta Tirano-Sankt Moritz e due corse giornaliere (una sola in estate) sulla tratta Tirano-Coira, passando per Pontresina e Samedan. Nel periodo invernale viene ridotta la cadenza dei treni regionali, ma non quella del Bernina Express data la sua elevata valenza turistica.

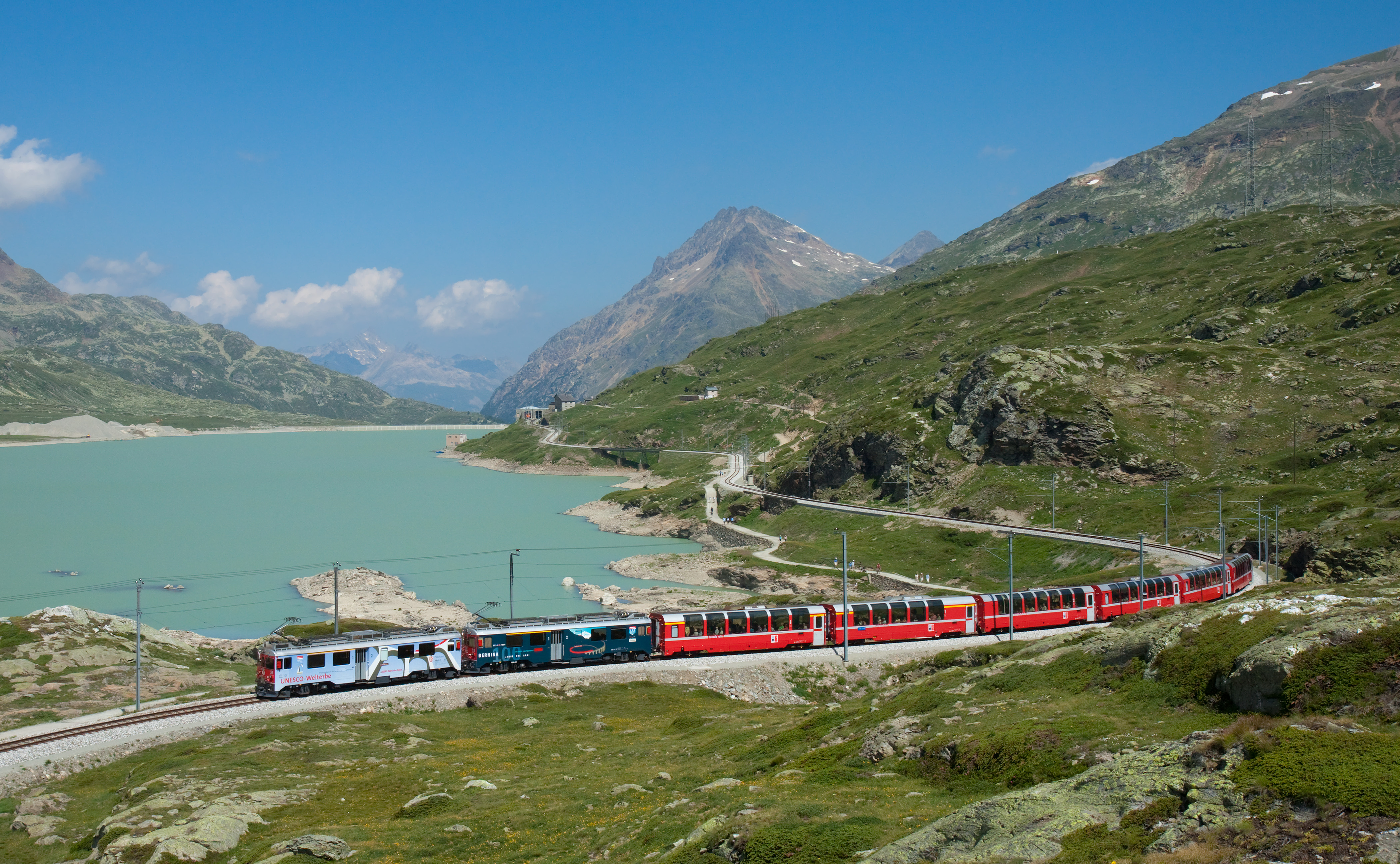
Il Bernina Express presso il lago bianco

## Tariffe
Al 2014, l'accesso alle vetture panoramiche è soggetto a supplemento e prenotazione obbligatoria; fino al 2011 tali disposizioni si applicavano al treno nella sua interezza.

## Punti di rilievo paesaggistico e architettonico

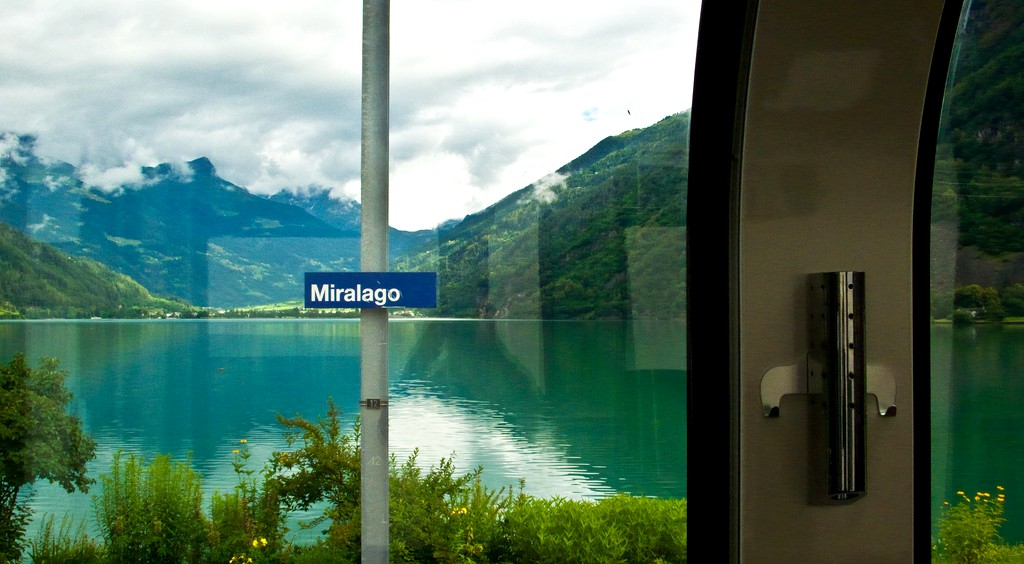
Vista sul lago di Poschiavo dall'interno di una delle carrozze

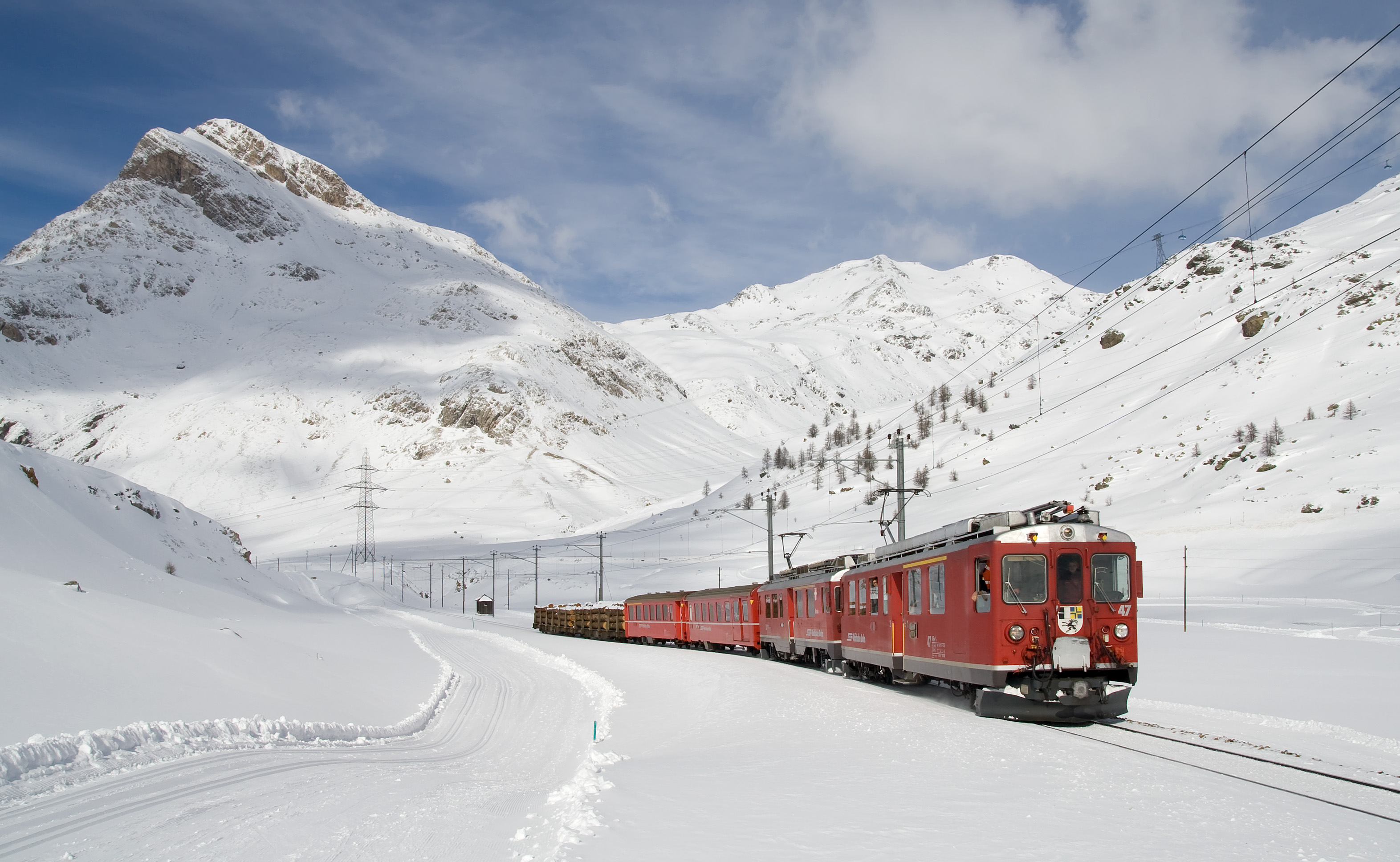
Un treno regionale diretto verso sud in inverno

- Brusio: il viadotto di forma elicoidale, di 70 metri di raggio e interamente visibile per tutto il suo sviluppo, permette di guadagnare, in uno spazio molto ristretto con una pendenza costante del 70‰, la trentina di metri di quota necessari per raggiungere la stazione di Brusio.
- Miralago: provenendo da Tirano, raggiunta la stazione di Miralago, la linea ferroviaria costeggia il lago di Poschiavo offrendo una spettacolare vista panoramica sul lago e la valle, che in questo punto si apre completamente.
- Le Prese: per circa 1 km, la ferrovia corre sulla sede stradale e non di rado gli autoveicoli sono costretti a fermarsi per far passare il treno in transito; in alcuni punti (soprattutto nella località di Sant'Antonio) le carrozze sfiorano i muri delle case che si affacciano sulla strada.
- Poschiavo: superata la stazione di Poschiavo, il percorso riprende nuovamente a salire lungo un costone boscoso molto panoramico. Questo tratto della linea ferroviaria è caratterizzato da una serie di stretti tornanti dovendo superare una pendenza diretta che sarebbe mediamente del 70‰.
- Alp Grüm: dalla stazione di Alp Grüm, posta sul fianco di un alpeggio scosceso, si può ammirare il panorama di tutta la val Poschiavo e i ghiacciai che si trovano di fronte alla stazione stessa.
- Morteratsch: questa stazione si trova sul fondo della valle del ghiacciaio del Morteratsch; da qui è possibile ammirare la cima del Pizzo Bernina (4 049 m) e la cresta che scende dal Pizzo Bianco, il cosiddetto Biancograt.

## Temi culturali
Il percorso del Bernina Express attraversa territori alpini ricchi di richiami culturali. La Val Poschiavo è quasi totalmente svizzera dal punto di vista politico, ma è di lingua italiana con un patrimonio di leggende dell'Alta Valtellina. Passato il Bernina, la lingua tradizionale è la lingua romancia, che presenta una letteratura particolarmente ricca. A Sankt Moritz la lingua romancia, prevalente fino ad alcuni decenni fa, ha lasciato il posto ad un predominio della lingua tedesca.